# CityPark
Il CityPark, stilizato come CITYPARK, è uno stadio di calcio di Saint Louis, in Missouri. Lo stadio da 22.500 posti è la sede del St. Louis City, militante nella MLS, e del St. Louis City 2, militante nella MLS Next Pro. Lo stadio si trova accanto alla Union Station nel quartiere di Downtown West della città, raggiungendo il completamento nel novembre 2022, in vista della stagione MLS 2023. 

## Storia

### Progetto originale
Nel febbraio 2016, la MLS ha iniziato la ricerca di un sito in centro per ospitare uno stadio specifico per il calcio. Uno dei luoghi esaminati era stato precedentemente destinato a uno stadio per i St. Louis Rams, prima che la franchigia di football americano tornasse a Los Angeles, riassumendo la denominazione Los Angeles Rams.
Il 17 febbraio, alcuni uomini d'affari locali fondano una cordata, conosciuta con l'acronimo MLS2STL, con l'obiettivo di portare un franchigia della MLS a Saint Louis. Tra i membri si annoveravano Bill DeWitt III, il presidente dei St. Louis Cardinals; Jim Powers, il presidente di UniGroup; Chris Zimmerman, CEO dei St. Louis Blues; Jim Kavanaugh, il proprietario dei Saint Louis FC e Dave Peacock, ex presidente della Anheuser-Busch.
Il 18 novembre viene svelata una proposta da 200 milioni di dollari per uno la costruzione di un nuovo stadio, da costruire su 30 acri (12 ettari) di terreno di proprietà del Dipartimento dei trasporti del Missouri. Originariamente il terreno era destinato alla realizzazione delle rampe di uscita dall'Interstate 64, i resti di un'autostrada di distribuzione nord-sud mai costruita. La proposta includeva una richiesta di 80 milioni di dollari in fondi pubblici, senza contare potenziali acquisti di terreni aggiuntivi. Nel frattempo, è stato svelato interamente l'ipotetico gruppo di proprietà, guidato da Paul Edgerley, l'ex amministratore delegato di Bain Capital a Boston, e comprendente Peacock, Powers e Kavanaugh del gruppo esplorativo originale.

### Opposizione e finanziamento pubblico fallito
Il 19 dicembre 2016 Eric Greitens, il governatore eletto del Missouri, si è espresso contro qualsiasi finanziamento pubblico per il progetto, sostenendo che senza finanziamenti pubblici sarebbe stato difficile ottenere un franchising di espansione a St. Louis. Un potenziale gruppo di proprietà concorrente, conosciuto come Foundry St. Louis, si è offerto di pagare la parte pubblica di $ 80 milioni se gli fosse stato permesso di aderire all'offerta di SC STL per l'espansione di MLS. SC STL ha successivamente chiesto 40 milioni di dollari in fondi statali, ma Greitens ha ribadito la sua opposizione a qualsiasi contributo pubblico da parte dello stato, sia crediti d'imposta che sovvenzioni dirette.
Nel gennaio 2017, l'assessore Christine Ingrassia ha ritirato la proposta di mettere ai voti il contributo pubblico di 80 milioni di dollari, sostenendo che la franchigia stava chiedendo molto di più di quanto l'amministrazione pubblica avrebbe potuto sostenere in termini di spese. Questo passaggio ha rischiato di far saltare il progetto dello stadio. La giunta comunale, a fine gennaio, ha rivisto il costo dello stadio, questa volta con un contributo pubblico ridotto a 60 milioni di dollari, approvando la proposta il 3 febbraio successivo, per essere ratificata il 9 febbraio. Questo passaggio ha dato il via libera alla società, il 31 gennaio 2017, per presentare domanda formale per la fondazione di una nuova franchigia MLS.
La proposta per la costruzione di uno stadio è stata portata al voto pubblico il 4 aprile 2017, venendo però respinta; questa sconfitta è stata vista come potenzialmente fatale per gli sforzi fatti per portare la MLS a St. Louis, tuttavia facendo rimanere ancora valida la proposta presentata.

### Nuova proposta e costruzione
Il 9 ottobre 2018, il gruppo MLS 4 The Lou ha annunciato una nuova proposta per costruire uno stadio di calcio, sullo stesso terreno vicino alla Union Station. Il nuovo gruppo di proprietà era guidato dalla famiglia Taylor, fondatori della Enterprise Holdings con sede a St. Louis, e Jim Kavanaugh, CEO della World Wide Technology e proprietario del Saint Louis FC, squadra dell'USL Championship. I membri della famiglia Taylor che formano il gruppo avrebbero reso la squadra a maggioranza femminile, la prima del campionato e uno dei pochi gruppi di proprietà a maggioranza femminile in tutti gli sport professionistici. Data la partecipazione di Kavanaugh sia nell'offerta della MLS che nel Saint Louis FC, molte persone presumevano che la nuova squadra della MLS avrebbe ereditato l'identità del Saint Louis FC, simile ad altre recenti espansioni della MLS. Tuttavia, il gruppo di proprietà del team ha chiarito che non sarebbe stato così.
A differenza delle precedenti proposte, il gruppo di proprietà non ha chiesto alcun finanziamento pubblico per lo stadio. Lo stadio sarebbe stato finanziato privatamente e di proprietà della squadra, con la manutenzione finanziata da una tassa sui biglietti e sugli articoli venduti allo stadio. La proposta ha avuto un ampio sostegno da parte di funzionari pubblici, tra cui Mike Parson, il governatore del Missouri, Lyda Krewson, il sindaco di St. Louis, e Steve Stenger, ex dirigente della contea di St. Louis. L'offerta ha soddisfatto tutti i criteri proposti dalla MLS, tra cui un solido sostegno finanziario, il sostegno del governo locale, una forte base di tifosi di calcio e uno stadio specifico per il calcio in centro con accesso al trasporto pubblico.
Il 19 aprile 2019, il consiglio dei proprietari della MLS ha approvato una proposta per l'espansione a 30 squadre. Questo è stato seguito a breve dal rilascio di nuovi rendering dello stadio. Il 20 agosto 2019, la MLS ha annunciato di aver approvato il St. Louis come 28a franchigia del campionato, con la squadra che si sarebbe unita nella stagione 2023. La costruzione sul sito dello stadio è iniziata nel febbraio 2020.
Il 16 febbraio 2022 è stata annunciata una partnership quindicennale con la Centene Corporation, ribattezzando lo stadio in Centene Stadium.

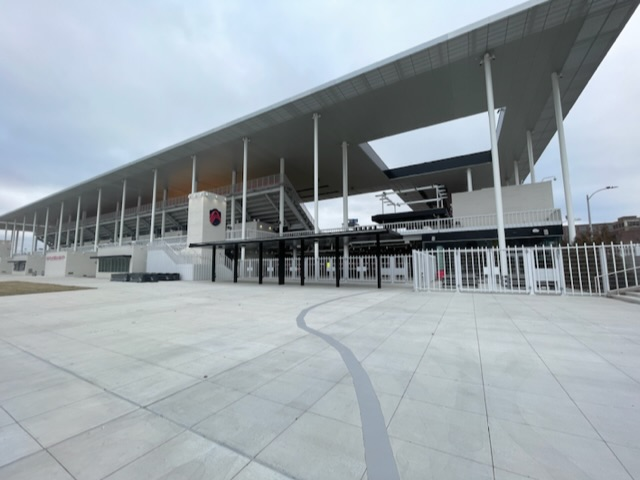
Veduta esterna del CityPark, Saint Louis

Lo stadio avrebbe dovuto aprire nel settembre 2022 con due partite programmate del St. Louis City 2, la squadra di sviluppo del St. Louis City, ma un'interruzione di corrente causata da un progetto di costruzione non correlato, ha costretto il rinvio delle partite a il posticipo dell'apertura dello stadio.

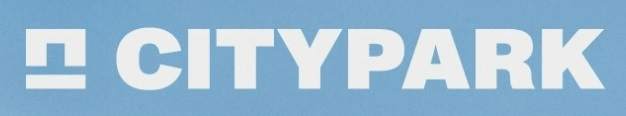
Il logo ufficiale dell'impianto

Il 25 ottobre 2022, la società ha annunciato che il nome sarebbe stato cambiato in CityPark.  Centene, che aveva cercato di tagliare i costi, si è ritirata come sponsor dei diritti di denominazione otto mesi dopo aver accettato l'accordo. Il club ha annunciato che Centene sarebbe rimasto come sponsor e che avrebbe cercato un nuovo sponsor per il nome.
Lo stadio è stato inaugurato il 16 novembre 2022 con un'amichevole tra St. Louis City 2 e Bayer Leverkusen, con una vittoria per 3-0 dei tedeschi.
La prima partita casalinga della MLS per il St. Louis City è stata giocata il 4 marzo 2023, contro il Charlotte FC. Il primo gol della MLS segnato al CityPark è arrivato nella stessa partita, al 25' da Enzo Copetti, attaccante del Charlotte. La partita si è conclusa con una vittoria per 3-1 del St. Louis City.

## Design
Lo stadio presenta un campo in erba a 12 metri sotto il livello stradale, circondato da due livelli di posti a sedere per un totale di 22.500 posti (con la possibilità di aggiungerne altri 2.500), sormontato da una copertura simile ad una tenda da sole in plastica trasparente. Ogni posto è distante dal campo entro i 37 metri, il più vicino di qualsiasi stadio della Major League Soccer.
Lo stadio contiene un'area destinata ai tifosi, con 3.000 posti in piedi, tre tribune autorità, un sistema di rigging lungo 78 metri, una piattaforma per i tamburi per le drum corps durante le partite e un'area bar.

## Incontri internazionali

### Maschile

#### CONCACAF Gold Cup
CONCACAF Gold Cup 2023
| Data           | Squadra             | Risultato | Squadra           | Evento   | Spettatori |
| -------------- | ------------------- | --------- | ----------------- | -------- | ---------- |
| 28 luglio 2023 | Giamaica            | 4-1       | Trinidad e Tobago | Gruppo A | 21 216     |
| 28 luglio 2023 | Saint Kitts e Nevis | 0-6       | Stati Uniti       | Gruppo A | 21 216     |

#### Amichevoli internazionali
| Data             | Squadra     | Risultato | Squadra    | Evento     | Spettatori |
| ---------------- | ----------- | --------- | ---------- | ---------- | ---------- |
| 9 settembre 2023 | Stati Uniti | 3-0       | Uzbekistan | Amichevole | 15 569     |

### Femminile

#### Amichevoli
| Data           | Squadra     | Risultato | Squadra | Evento     | Spettatori |
| -------------- | ----------- | --------- | ------- | ---------- | ---------- |
| 11 aprile 2023 | Stati Uniti | 1-0       | Irlanda | Amichevole | 22 294     |